# Вітенчук Вадим Вячеславович
Вадим В'ячеславович Вітенчук (нар. 13 січня 1997) — український футболіст, опорний півзахисник футбольного клубу «Буковина».

## Життєпис
Вихованець одеського футболу, у ДЮФЛУ виступав за «Чорноморець» імені А. Ф. Зубрицького та ДЮСШ 11 «Чорноморець». Напередодні старту сезону 2015/16 років перейшов у луганську «Зорю» (Л), де виступав за юніорську (17 матчів) та молодіжну (11 матчів) команди клубу. Напередодні початку наступного сезону перейшов в «Олександрія». У складі команди з однойменного міста виступав за молодіжну команду. Єдиний матч за головну команду провів 26 вересня 2019 року, в програному для олександрійців (0:3) виїзному поєдинку третього кваліфікаційного раунду кубку України проти одеського «Чорноморця». Вадим вийшов на поле в стартовому складі, на 45+2-й хвилині отримав жовту картку, а під час перерви в матчі його замінив Дмитро Гречишкін.
Наприкінці лютого 2020 року підписав контракт з МФК «Миколаїв». У футболці «корабелів» дебютував 22 березня 2019 року в програному (0:1) домашньому поєдинку 19-о туру Першої ліги проти петрівського «Інгульця». Вітенчук вийшов на поле в стартовому складі та відіграв увесь матч.